# Hoa thu Anh
Sorbus anglica, tức hoa thu Anh, là một loài cây thuộc họ Rosaceae. Nó có rất ít ở Ireland và Vương quốc Anh, với toàn bộ cá thể ước tính khoảng 600 cây. individuals.